# 極簡主義

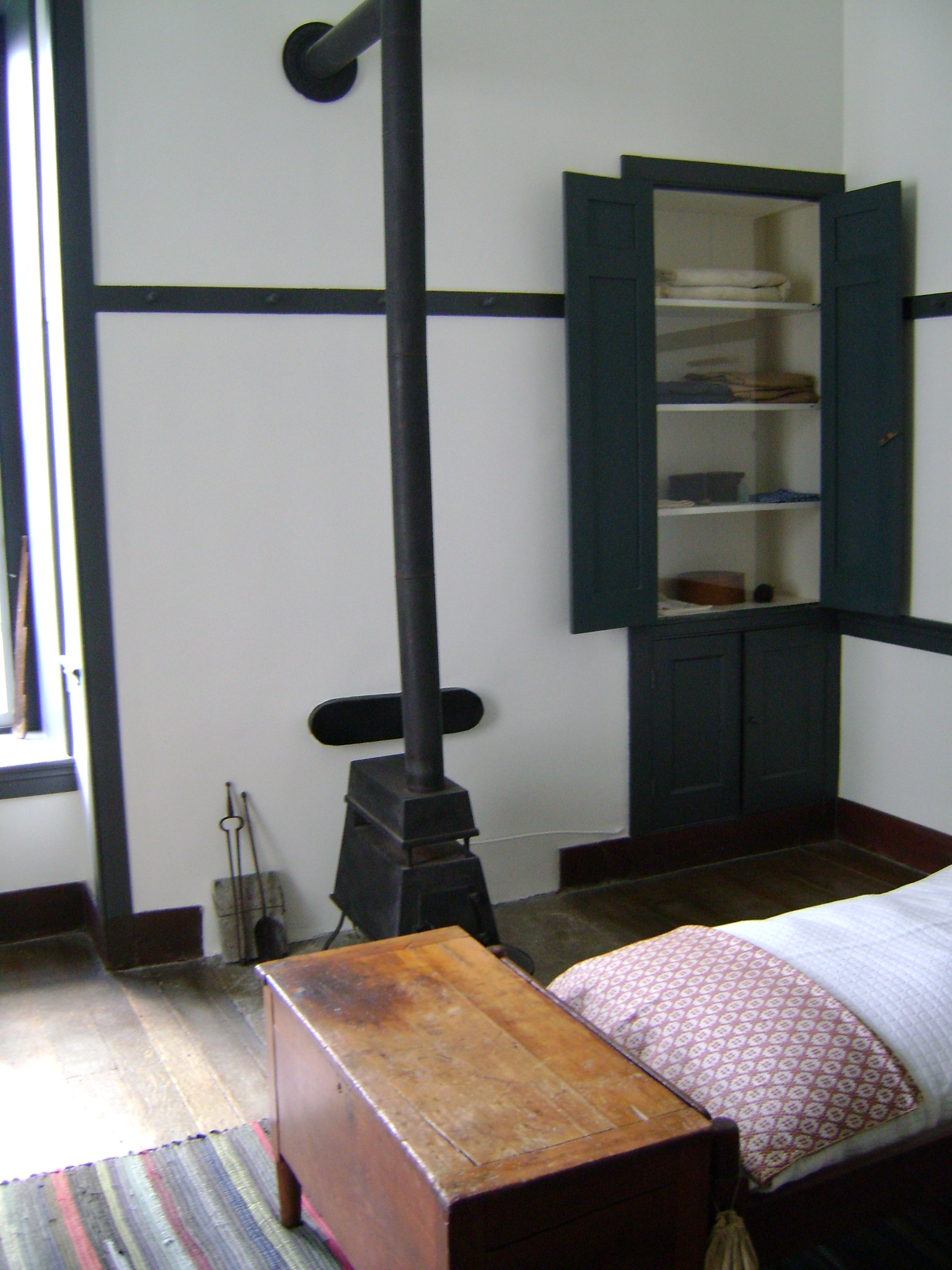
極簡主義的夏克式傢俱

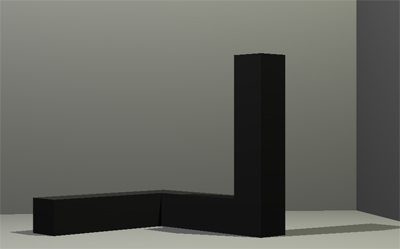
Tony Smith的極簡主義藝術品「免費騎乘」

極簡主義（英語：Minimalism），是第二次世界大戰之後的1960年代所興起的一個藝術派系，又可稱為「Minimal Art」，作為對抽象表現主義的反動而走向極致，以最原初的物自身或形式展示於觀者面前為表現方式，意圖消彌作者藉著作品對觀者意識的壓迫性，極少化作品作為文本或符號形式出現時的暴力感，開放作品自身在藝術概念上的意像空間，讓觀者自主參與對作品的建構，最終成為作品在不特定限制下的作者。
當代的極簡主義漸漸昇華成一種生活方式、消費觀念及對於物品的取捨之價值觀。其最核心的主張便是「less is more」，旨在於丟棄和刪減對於生活中不重要、替代性高、不真正喜歡的物品（less），來獲得對於生活上、視覺上、居住空間上的拓展、減少不必要及衝動消費額外多出的錢、獲得心靈上的平靜及思考的空間（more）。極簡主義者（minimalism）通常表現對於物質的高度自治，能覺察生活中被強行賦予價值的物質並避免購買劣質品，轉而透過買少、買好、用久的理念，減少快時尚及劣質品對於環境及自身的傷害。當人們擁有更少的東西時，他們可以更容易地保持清晰的思維，更容易專注於重要的事情。同時，減少物品和活動意味者避免時間和金錢的浪費，有助於把人生最重要兩項資源集中在最需要的地方。

## 影響
極簡主義的影響涉及文化藝術各個範疇，除了視覺藝術的建築、繪畫、雕塑、裝置或設計外，音樂及文學的表現形式亦受到極大的衝擊。

### 視覺
視覺方面，極簡主義主張藝術作品不是作者自我表現的方式，採用簡單平凡的四邊形或立方消隱具體形像傳達意識的可能性，使用重複或均等分佈的手法，物料方面則盡量減少加工，採用原物表裡原來質感為賣點。

### 音樂
音樂的極簡手法大多表現為重複的音節及最少的變化，以持續的低音、節奏或長音的方式暫停音樂演進（stasis）。除了正統音樂之外，也有不少搖滾樂、電子音樂、電影配樂及電子遊戲背景音樂等受到簡約風格的影響。

### 文學
文學上的極簡主義表現為文字的節約性，以平鋪直敍的方式，減少華麗的詞藻，讓讀者主動參與內容成為文本角色，避免作者的主導對讀者解讀時出現的壓抑，此類文學主要以鬆散的文體，如生活絮語、散文編章甚至箴言或短句形式表現。

### 舞蹈
舞蹈的簡約表演藝術主要開始於比利時編舞家安娜·特雷莎·德凯尔斯马克，經典作品《Rain》風格體演在身體動律展演出簡約，清楚的動作，配合簡約風格音樂家斯蒂夫·莱奇的編曲。德凯尔斯马克作為比利時羅莎舞團的靈魂編舞不但在歐洲舞壇擁有舉足輕重的地位，更被國際推崇為二十一世紀當代現代舞大師。她的舞作風格以豐富的動作組合、流暢的場面調度、以及卓越的音樂品味著稱。並以在簡約俐落的動作中，自然流露出優雅現代都會女性特質而聲名遠播。

## 主要代表人物
- 視覺藝術：唐纳德·贾德、Carl Andre、Ellsworth Kelly、艾格尼丝·马丁、路德維希·密斯·凡德羅、朱铭、弗兰克·斯特拉
- 音樂：约翰·亚当斯、菲利普·格拉斯、斯蒂夫·莱奇、特里·赖利
- 文學：约翰·巴思、瑞蒙·卡佛
- 科技：史蒂夫·乔布斯
- 舞蹈：安娜·特雷莎·德凯尔斯马克
- 建築：路德維希·密斯·凡德羅、安藤忠雄

### 引用
1. ↑  . 居家整聊室. 2023-04-05  [2023-04-21]. （原始内容存档于2023-04-28） （中文（臺灣））.
2. ↑  En Atendant and Cesena: A Choreographer's Score (ISBN 978-0300-197327 / US$65.00)